# Partido Popular (Tonga)
El Partido Popular de Tonga (Tonga People's Party en inglés; Paati 'a e Kakai ʻo Tonga en tongano, PAKT) es un partido político tongano fundado en 2019 por la nueva mayoría parlamentaria.

## Historia
En las elecciones generales de 2017, el Partido Democrático de las Islas Amigas (PTOMA) logró se el único representado en la Asamblea Legislativa, al obtener catorce de los diecisiete escaños reservados para el voto popular. Por esta razón, ʻAkilisi Pohiva se mantuvo en el cargo de primer ministro, hasta su fallecimiento en 2019. Los tres restantes escaños, fueron ocupados por candidatos independientes.
Como consecuencia de la muertes del Jefe del Gobierno y en la anticipación de la elección de uno nuevo por la Asamblea, el ministro de finanzas y planificación nacional, Pōhiva Tu'i'onetoa abandonó el gobierno con otros tres diputados del PTOMA, y se unió a la oposición parlamentaria, anunciando la creación del Partido Popular de Tonga, compuesto por representantes de la nobleza tongana y los parlamentarios independientes.
El 27 de septiembre, Pōhiva Tu'i'onetoa fue elegido como primer ministro. Semisi Sika, el líder de los PTOMA, quien hasta entonces había ocupado el cargo interinamente, se convirtió efectivamente en el líder de la oposición. Tu'i'onetoa formó un gobierno y una mayoría parlamentaria compuesta por ocho plebeyos y nueve miembros electos de la nobleza. Estos diecisiete parlamentarios son los miembros fundadores del Partido Popular.
El 8 de julio de 2021, durante una recepción para celebrar el centenario del Partido Comunista de China, en la Embajada de China en Nukualofa, el líder Pōhiva Tu'i'onetoa afirmó que el manifiesto del Partido Popular de Tonga estaba inspirado en el del PCCh, por lo que "aprende de su filosofía".

## Principios y proposiciones
Definiendo sus principios fundamentales como «amor, respeto, humildad y gratitud», el partido propone reservar ciertos sectores de actividad del sector privado a los ciudadanos tonganos (por oposición a los extranjeros), devolver la gratuidad de la educación, así como duplicar los salarios de los educadores, y personal sanitario.